# Хореомузикознавство
Хореомузикологія - це коротке слово, що поєднує слова хореологія та музикознавство.
Як дисципліна, хореомузикологія виникла наприкінці двадцятого століття як галузь дослідження, що займається взаємозв’язком між музикою та танцем. Хореомузикологія виникла на основі європейсько-американських виконавських традицій, де музична композиція та танцювальна хореографія розглядаються як окремі спеціальності. Однак не всі жанри виконавського мистецтва розділяють музику і танець як окремі теоретичні категорії. Напрямок зв'язку між звуком і рухом у таких жанрах не завжди є фіксованим.
Хореомузикологи вважають, що вивчення різноманітних зв’язків між звуком і рухом у різноманітних виконавських мистецтвах може дати розуміння чуттєвості сприйняття, культурних процесів і міжособистісної динаміки. Відомі митці, чиї твори демонструють багаті хореомузичні стосунки, включають: Джона Кейджа та Мерса Каннінгема, Ігоря Стравінського та Джорджа Баланчина, а також Луїса Горста та Марту Грем. Цікаві хореомузичні зв’язки також існують у західно-суматранському Тарі-Пірінгу, західно-яванському Пенчак-Сілаті та афро-бразильській капоейрі, щоб назвати лише кілька прикладів.
Наступні заклади розробили програми практики та/або дослідження хореомузикології: хореографічний супровід CNSMDP (Париж), продовження навчання в Institut del Teatre (Барселона), MAD в DNSPA (Копенгаген). MCD в AND (Рим - Аквіла).

## Подальше читання
- Годгінс, Пол. (1992) Взаємозв’язки між партитурою та хореографією в танці двадцятого століття: музика, рух і метафора, Нью-Йорк: The Edwin Mellen Press.

## Зовнішні посилання
- Armadillo Dance Project
- Бойове мистецтво Pencak Silat та його музика
- il Corpo nel Suono